# Anna Magnani
Anna Maria Magnani (Roma, 7 de marzo de 1908 - ibídem, 26 de septiembre de 1973), conocida como Anna Magnani, fue una actriz italiana de cine y teatro. Cuatro veces nominada, ganó el Óscar de la Academia de las Artes y las Ciencias Cinematográficas de Hollywood, el Premio BAFTA y el Globo de Oro, por su actuación en la película La rosa tatuada, y ganó cinco veces el Nastro d'argento, la Copa Volpi del Festival Internacional de Cine de Venecia y en 1958 y 1959, el David di Donatello.
Epítome de Roma —protagonizó Roma, ciudad abierta y Mamma Roma— y una de las grandes actrices europeas de postguerra, se la llamó «La Magnani» o simplemente «Nannarella».

## Biografía
Nacida en Roma, de la sastra romana Marina Magnani y de padre desconocido, vivió sus primeros años en Alejandría, Egipto, tras lo cual volvió a Roma, donde fue criada por su abuela materna en una casa de los suburbios de la ciudad junto a cinco tías: Dora, Maria, Rina, Olga e Italia.
Cantó en clubes nocturnos y cabarets, para poder mantenerse. Debido a este trabajo, fue conocida como "la Édith Piaf Italiana".
Estudió en la Academia Romana de Arte Dramático junto a Paolo Stoppa, y entre 1929 y 1932 formó parte de la compañía Vergani-Cimara y en espectáculos con el célebre Totó, "El Príncipe de la Risa", y como Anna Christie, de Eugene O'Neill.
Su actividad teatral fue intensa entre 1929 y 1950, en Milán, en el Teatro Argentina de Roma, en Turín e incluso en Buenos Aires ("E il teatro mi ha portato ovunque, anche al di là dell’oceano fino in Argentina a Buenos Ayres. Ero molto emozionata quando ho recitato al Teatro Odeòn. C’erano tanti italiani in platea. Recitare per me è stato la vita").
En 1927, actuó en la versión para el cine de La Nemica e Scampolo, en cuya versión teatral también había trabajado.
En 1941, participó en la película Nacida en viernes, de la que el director y guionista Vittorio De Sica decía que era "la primera película de verdad de la Magnani". En esta cinta, interpretaba en papel de Loletta Prima, la novia del personaje interpretado por De Sica, quien dijo: Su risa es fuerte, trágica, asombrosa.
En 1945, protagonizó su primera película reconocida internacionalmente, la película de Roberto Rossellini, símbolo del neorrealismo italiano, Roma, ciudad abierta. La escena de su muerte ha quedado como uno de los momentos más estremecedores de la historia del cine. A partir de ese momento, fue considerada una estrella dentro de Italia y, poco a poco, fue ganando esa categoría en el resto del mundo, aunque carecía del glamour y de la belleza que suele asociarse a ese término.
Magnani fue la segunda opción para protagonizar el papel protagonista en esta película. Originalmente, el papel estaba pensado para la actriz Clara Calamai, quien en los momentos en que se filmó la película se encontraba trabajando en otros proyectos. Curiosamente, Luchino Visconti pensó en Magnani para su film Obsesión, para el que contó finalmente con Calamai.
Además de esta película, Magnani colaboró en otras con Rossellini, con quien vivía un intenso romance, entre ellas El amor (1948), film en dos partes, una de ellas el famoso monólogo La voz humana, de Jean Cocteau.
En 1951, protagonizó la película de Luchino Visconti Bellísima y, en 1953, la película de Jean Renoir Le carrosse d'or.
En 1955, Daniel Mann la llamó para interpretar el papel de una mujer viuda, madre de una hija adolescente, en la película La rosa tatuada, basada en la obra de Tennessee Williams. Este fue su primer papel en una película en inglés, y como Serafina Delle Rose su interpretación le otorgó el Globo de oro a la mejor actriz dramática y el Óscar a la mejor actriz. Tennessee Williams había escrito el papel pensando en ella, ya que eran grandes amigos. La Magnani no asistió a la ceremonia de entrega porque estaba convencida de que no iba a ganarlo.
En el teatro, el papel fue interpretado por Maureen Stapleton, debido a los problemas que tenía Magnani con el idioma. Magnani trabajó otra vez con Williams en la película de 1959 Piel de serpiente (The Fugitive Kind), donde compartía protagonismo con Marlon Brando. Aunque contó con la dirección de Sidney Lumet, este filme no cubrió las expectativas.
En 1957, por Viento salvaje, de George Cukor, con Anthony Quinn, fue nominada al Oscar, al BAFTA, al Globo de Oro, y ganó el Premio David di Donatello y el Oso de Plata.[cita requerida]
En la película de 1962 Mamma Roma, dirigida por Pier Paolo Pasolini, Magnani interpretó el papel de una prostituta que quiere dar a su hijo una vida respetable. Su papel fue uno de los más aclamados por la crítica en toda su carrera, aunque en los Estados Unidos la película no se estrenó sino hasta 1995.
En 1966, hizo una gloriosa reaparición teatral como la Medea, de Jean Anouilh, dirigida por Gian Carlo Menotti, quien dijo: "Magnani es como trabajar con fuego, puede prender fuego a todo el teatro. Se debe mantener el fuego vivo sin incendiar el teatro".
Un año antes, había interpretado La loba, de Giovanni Verga, con Giancarlo Giannini, dirigida por Franco Zeffirelli, en el Teatro della Pergola en Florencia.[cita requerida]
Magnani hizo su última aparición cinematográfica en El secreto de Santa Vittoria (1969) y en cuatro películas para televisión, la última Correva l'anno di Grazia 1870, con Marcello Mastroianni, y en un breve cameo a modo de homenaje en Roma, de Federico Fellini (1972), como ella misma sorprendida en la puerta de su casa; la escena termina con la frase «Ella es Roma».
Mereció una estrella en el Paseo de la Fama de Hollywood. Es una de los cuatro italianos merecedores de tal distinción, junto a Sophia Loren, a la soprano Renata Tebaldi y al director de orquesta Arturo Toscanini.

## Vida privada
Temperamental, supersticiosa, volcánica, hipocondríaca, fumadora de cigarros y vidente, Tennessee Williams dijo: "Nunca vi una mujer más hermosa, de ojos tan grandes y piel como el jabón Devonshire."
En 1933 conoció al realizador italiano Goffredo Alessandrini, con el que se casó en 1935. Su matrimonio terminó en divorcio en 1950 y nunca se volvió a casar.
Producto de su romance con el actor Massimo Serato, el 23 de octubre de 1942 nació su hijo Cellino (a quien apodó "Luca"), quien fue víctima de poliomielitis y quedó postrado en una silla de ruedas. Serato la abandonó antes del nacimiento. Magnani dedicó su vida a cuidarlo, hasta el punto de que mereció el Premio Violeta Dorada a la madre ejemplar.
En 1944 comenzó una relación con el director Roberto Rossellini, quien la abandonó luego por Ingrid Bergman, en uno de los más famosos escándalos de la época.
Anna Magnani falleció en Roma en 1973 a los 65 años, a causa de un cáncer de páncreas. A su lado se hallaban su hijo "Luca" y Roberto Rossellini. Convertida en un verdadero símbolo nacional, su entierro provocó una concentración popular en Roma solo superada por los honores reservados a los papas.
Sus restos reposan en el mausoleo familiar de Roberto Rossellini, su director favorito y el amor de su vida.
Su nieta es la actriz Olivia Magnani, nacida en 1975.

## Filmografía
- Scampolo,  Augusto Genina (1928)
- La cieca di Sorrento,  Nunzio Malasomma (1934)
- Tempo massimo, Mario Mattoli (1934)
- Quei due,  Gennaro Righelli (1935)
- Trenta secondi d'amore,  Mario Bonnard (1936)
- Cavalleria, Goffredo Alessandrini (1936)
- La principessa Tarakanova,  Mario Soldati (1938)
- Una lampada alla finestra, Gino Talamo (1940)
- La fuggitiva, Piero Ballerini (1941)
- Teresa Venerdì, Vittorio De Sica (1941)
- Finalmente soli,  Giacomo Gentilomo (1942)
- La fortuna viene dal cielo,  Akos Rathonyi (1942)
- L'avventura di Annabella, Leo Menardi (1943)
- La vita è bella,  Carlo Ludovico Bragaglia (1943)
- Campo de' fiori,  Mario Bonnard (1943)
- Gli assi della risata, (1943)
- L'ultima carrozzella,  Mario Mattoli (1943)
- Il fiore sotto gli occhi,  Guido Brignone (1944)
- Quartetto pazzo, (1945)
- Roma, ciudad abierta, Roberto Rossellini (1945)
- Abbasso la miseria!, Gennaro Righelli (1945)
- Un uomo ritorna,  Max Neufeld (1946)
- Lo sconosciuto di San Marino, Michael Waszynsky (1946)
- Avanti a lui tremava tutta Roma, Carmine Gallone (1946)
- Il bandito, Alberto Lattuada (1946)
- Abbasso la ricchezza!,  Gennaro Righelli (1946)
- Assunta Spina (1948)
- L'onorevole Angelina, Luigi Zampa (1947)
- Molti sogni per le strade,  Mario Camerini (1948)
- L'amore,  Roberto Rossellini (1948)
- Vulcano,  William Dieterle (1950)
- Bellissima, Luchino Visconti (1951)
- Camicie rosse,  Goffredo Alessandrini (1952)
- La carroza de oro (Le carrosse d'or),  Jean Renoir (1953)
- Siamo donne, Luchino Visconti (quinto episodio) (1953)
- Carosello del varietà, Aldo Quinti, Aldo Bonaldi (1955)
- La rosa tatuada, Daniel Mann (1955)
- Suor Letizia, Mario Camerini (1957)
- Wild Is the Wind, George Cukor (1957)
- Nella città l'inferno,  Renato Castellani (1959)
- Piel de serpiente (The Fugitive Kind),  Sidney Lumet (1959)
- Risate di gioia,  Mario Monicelli (1960)
- Mamma Roma,  Pier Paolo Pasolini (1962)
- La pila della Peppa, Claude Autant-Lara (1963)
- Made in Italy, Nanni Loy (episodio "La traversata") (1965)
- El secreto de Santa Vittoria de Stanley Kramer (1969)
- 1943: un incontro, Alfredo Giannetti (1971) (TV)
- La Sciantosa,  Alfredo Giannetti (1971) (TV)
- L'automobile,  Alfredo Giannetti (1971) (TV)
- ...Correva l'anno di grazia 1870,  Alfredo Giannetti (1972)
- Roma,  Federico Fellini (1972)

## Premios y distinciones
Premios Óscar
| Año  | Categoría    | Película        | Resultado |
| ---- | ------------ | --------------- | --------- |
| 1956 | Mejor actriz | La rosa tatuada | Ganadora  |
| 1958 | Mejor Actriz | Viento salvaje  | Nominada  |

Festival Internacional de Cine de Venecia
| Año  | Categoría                        | Película     | Resultado |
| ---- | -------------------------------- | ------------ | --------- |
| 1947 | Copa Volpi a la mejor actriz     | Noble gesta  | Ganadora  |
| 1956 | Mención especial                 | Suor Letizia | Ganadora  |
| 1962 | Premio New Cinema - Mejor actriz | Mamma Roma   | Ganadora  |

Festival Internacional de Cine de Berlín
| Año  | Categoría                      | Película       | Resultado |
| ---- | ------------------------------ | -------------- | --------- |
| 1958 | Oso de Plata a la mejor actriz | Viento salvaje | Ganadora  |

Medallas del Círculo de Escritores Cinematográficos
| Año  | Categoría               | Película              | Resultado |
| ---- | ----------------------- | --------------------- | --------- |
| 1960 | Mejor actriz extranjera | Infierno en la ciudad | Ganadora  |